# Trichoplax adhaerens
Trichoplax adhaerens — вид примітивних тварин з типу пластинчасті (Placozoa). Перший відомий науковцям вид пластинчастих, що описаний у 1883 році (інші два відомі види описані у 2018 та 2019 роках).

## Поширення
Трихоплакс вперше був виявлений на стінах морського акваріума Зоологічного інституту в Граці, Австрія. Спершу вважалося, що це личинка-планула гідрозої Eleutheria krohni, хоча подібна думка заперечувалася деякими науковцями. Лише у 1971 році виявлено, що це доросла особина і належить до принципово нового типу тварин, який назвали Placozoa.
Вид рідко спостерігається в природному середовищі існування. Трихоплакс був зібраний, серед іншого, в Червоному морі, Середземному морі та Карибському басейні, біля Гаваїв, Гуаму, Самоа, Японії, В'єтнаму, Бразилії та Папуа-Нової Гвінеї, а також на Великому Бар'єрному рифі біля східного узбережжя Австралії.
Зразки можна знайти в прибережних приливних зонах тропічних та субтропічних морів, на таких субстратах, як стовбури та коріння мангрових заростей, черепашки молюсків, уламки кам'янистих коралів або на шматках скелі. Одне дослідження змогло виявити сезонні коливання чисельності населення, причини яких досі не з'ясовані.

## Опис
Мікроскопічна білувато-сіра напівпрозора тварина, що має вигляд тоненької пластинки діаметром до 4 мм, неправильної та мінливої форми. Тварина не має переднього та заднього кінців, напрямок руху постійно змінюється. Зовні її тіло вистилає шар джгутикових клітин, які мають різну будову. Дорсальна поверхня тіла вкрита плоским, а вентральна — високим циліндричним епітелієм. Усі ці клітини мають надзвичайно примітивну особливість — базальної епітеліальної мембрани в них немає, що серед багатоклітинних тварин наявне лише в губок чи безкишкових турбелярій.